# Iambiodes postpallida
Iambiodes postpallida är en fjärilsart som beskrevs av Edward P. Wiltshire 1977. Iambiodes postpallida ingår i släktet Iambiodes och familjen nattflyn. Inga underarter finns listade i Catalogue of Life.